# 元最
元最（?—?），字干，河南郡洛阳县（今河南省洛阳市东）人，追尊魏昭成帝拓跋什翼犍的后裔，徐州刺史元寿兴之子，北魏宗室，北魏、西魏官员。

## 生平
元最跟随魏孝武帝入关中，封乐平王，官至侍中，兼任尚书左仆射，加特进，死后谥号慎。

## 家庭

### 兄弟姐妹
- 元恺，北魏鸿胪宗正二卿、青徐复三州刺史

### 子女
- 元亶，隋朝温淅二州刺史、新野郡公[2][5]
- 元智，隋朝朝请大夫、太仆卿、建宁县伯
- 东阿公主，嫁北周骠骑大将军、开府仪同三司、太子太保、中都元公陆逞[3][4]